# 지겐

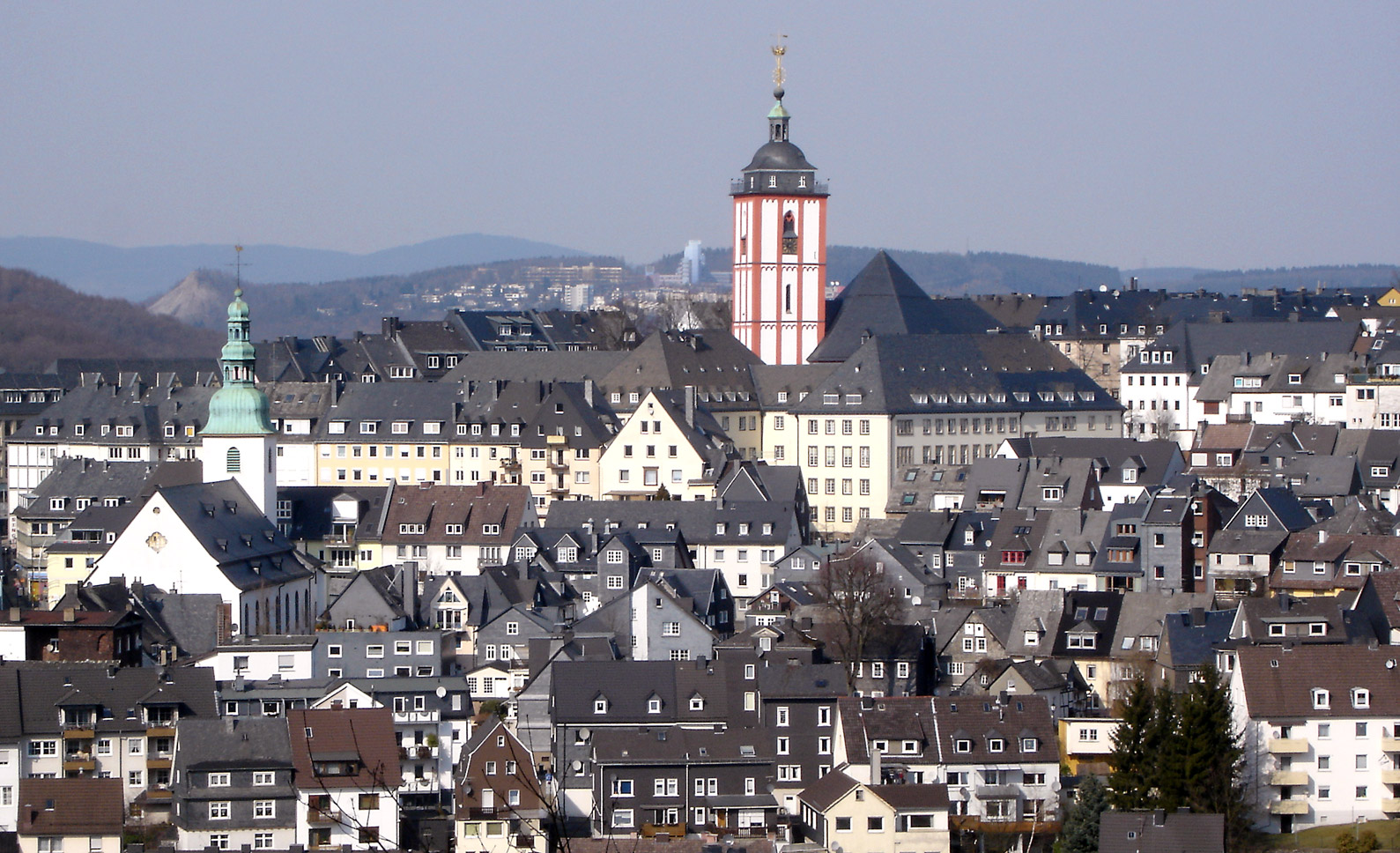

지겐(독일어: Siegen)은 독일 서부 노르트라인베스트팔렌주에 있는 도시이다. 인구 103,984(2009).
베스트팔렌 지방의 남부, 라인강의 지류인 지크 강 연안에 위치한다. 1079년 Sigena라는 이름으로 문헌에 언급되었고, 1224년 나사우 백작과 쾰른 대주교의 공동 소유의 새 도시로 다시 문헌에 언급되었다. 이후 나사우의 주요 중심지 중 하나였으며, 17세기 ~ 18세기 나사우지겐 영주가 이 곳에 성곽을 두었다. 이 때 가톨릭과 개신교 영주가 나뉘어 상부와 하부의 두 성을 각각 본거지로 하였다. 한편 1577년 플랑드르의 유명한 화가 루벤스가 지겐에서 태어난 것으로 유명하다. 가톨릭 영주의 거처였던 상부 성곽(Oberes Schloss)에는 루벤스의 작품을 모은 박물관이 있고, 개신교 영주의 거처였던 하부 성곽(Unteres Schloss)에는 독특한 양식의 종탑과 지하 묘당이 있다. 현재는 베스트팔렌 지방 남부의 상공업과 교통 중심지이다.

## 자매 도시
- 독일 슈판다우 (1952)
- 네덜란드 카트베이크 (1963)
- 영국 리즈 (1966)
- 벨기에 이퍼르 (1967)
- 폴란드 자코파네 (1989)
- 독일 플라우엔 (1990)